# New South China Mall

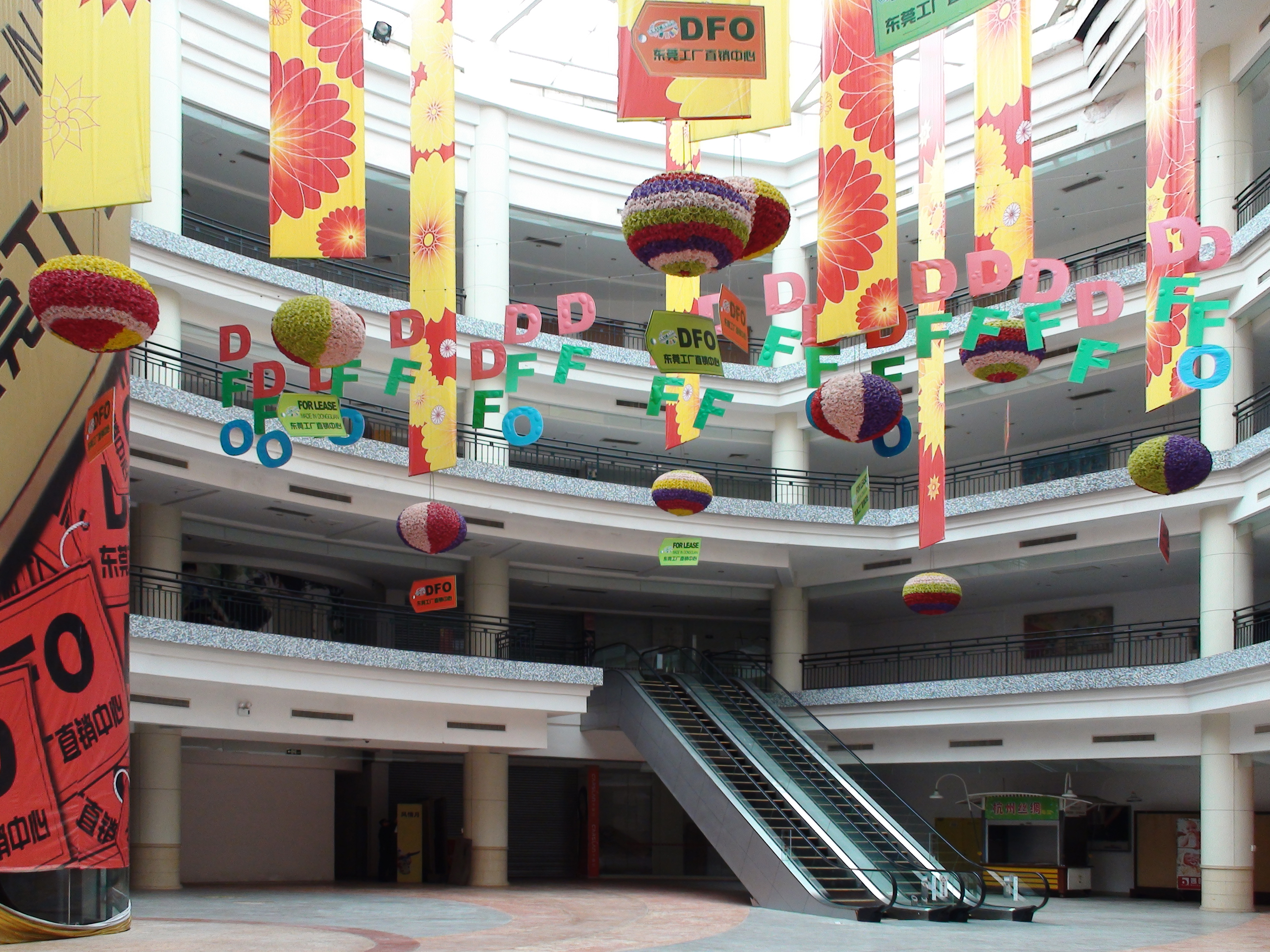
L’espace vide du New South China Mall en février 2010.

Le New South China Mall (chinois simplifié : 新华南MALL, pinyin : xinhuánán MALL) est un centre commercial à Dongguan en Chine. Au moment de son ouverture en 2005, c'était le centre commercial avec la plus grande surface commerciale utile, et le deuxième plus grand centre commercial au monde après le Dubai Mall.
Il est célèbre pour être resté vide pendant de très nombreuses années, et avoir été le centre commercial le plus vide du monde pendant une décennie. En 2011, 8 ans après son ouverture, il était encore vide à 98 % (47 magasins ouverts sur 2350).
Il a depuis été rénové et relancé, avec l'ajout de divers lieux de loisir, lui permettant ainsi de développer la fréquentation commerciale et atteindre 91% de taux d'occupation en 2020. Il approcherait 98% en 2024, et est désormais le 3ème plus grand centre commercial au monde.
Totalisant 892,000 mètres carrés, dont 660.000 de surface commerciale utile, il abrite 2.350 magasins.
Le centre commercial se compose de 7 zones s'inspirant de l'ambiance de diverses villes importantes ou pays dont Amsterdam, Paris, Rome, Venise, l'Égypte, les Caraïbes, et la Californie. On y trouve une réplique l'Arc de triomphe de l'Étoile (25 mètres de hauteur, soit la moitié de l'original), une autre du Campanile de Saint-Marc de Venise, et un canal de plus de 2 km sur lequel naviguent des gondoles vénitiennes.